# Андреј Иванов
Андреј Јевгењевич Иванов (рус. Андре́й Евге́ньевич Ивано́в; 6. април 1967 — 19. мај 2009) био је руски и совјетски фудбалер. Мајстор спорта СССР (1990). Познат по наступима за Спартак из Москве током 1980-их и 1990-их. Играо за репрезентацију СССР, ЗНД и Русије. Као члан тима ЗНД учествовао је на Европском првенству 1992. године.

## Каријера

### Клуб
Фудбалску каријеру је почео у московском Спартаку, али у почетку се није пробио у први тим и био је позајмљен трећелигашу СКА Хабаровску. Године 1988. вратио се у Спартак, све до 1991. године је улазио у игру са клупе. Током 1990. био је на позајмици у екипи Гурија Ланчхутија. За Спартак је играо до 1995. године, са кратком паузом 1994. наступао за Динамо из Москве. Највеће успехе је постигао са Спартаком, освојено првенство СССР-а 1989. и првенство Русије 1992, 1993, Куп СССР-а 1992. и финале 1994. године. Године 1996. прешао је у још један тим из Москве, ЦСКА, тамо је играо до краја сезоне.
Почетком 1997. напустио је Русију и постао фудбалер аустријског Тирола из Инзбрука, где се придружио саиграчу из репрезентације Станиславу Черчесову. У лето те године је прешао у немачког друголигаша Гројтер Фирт, где је провео годину дана. Од 1998. придружио се португалском тиму Алверка, али је потом остао без клуба током целе јесени 1999. године. Вратио се у Русију 2000. године и играо за Ника из Москве, а по завршетку сезоне прекинуо је спортску каријеру.

### Репрезентација
За сениорску репрезентацију СССР одиграо је 2 меча, за Заједницу независних држава 2 меча и за репрезентацију Русије 11 утакмица. Био је учесник Европског првенства 1992. са репрезентацијом ЗНД, одиграо је један меч у групи против Немачке. Године 1993, Иванов је играо за репрезентацију Русије у 10 од 12 утакмица. Новембра 1993. био је један од 14 играча репрезентације који су потписали отворено писмо саветнику руског председника за спорт, Шамилу Тарпишчеву, захтевајући оставку селектора Павела Садирина. Почетком 1994. године, био међу седморицом играча, који су повукли потпис, надајући се да се врати у репрезентацију пред Светско првенство у САД, међутим више није позиван у први тим Русије.
Након што је завршио играчку каријеру 2000. године, доживео је најтеже тренутке у животу. Почео је све више да користи алкохол. Радио је као обезбеђење у једној радњи и школи, где је добио отказ због пијанства. Изненада је преминуо 19. маја 2009. од последица упале плућа изазване пијанством. Два дана касније сахрањен је на Перепечинском гробљу.

## Лично
Био је ожењен и имао сина Ивана, рођеног 1996. године. Када је имао проблема са алкохолизмом, његова супруга Наталија покушала је да се бори против тога, али безуспешно. Касније, 2000. године су се развели.

## Успеси

### Клуб
- Првенство СССР: 1989.
- Првенство Русије: 1992, 1993.
- Куп СССР/ЗНД: 1991/92.